# Hugo Hirsch
Hugo Hirsch, né le 12 mars 1884 à Birnbaum (dans la province de Posnanie, en royaume de Prusse) et décédé le 16 août 1961 à Berlin, est un compositeur allemand d'opérettes et de musique légère d'origine juive.

## Biographie
Après avoir obtenu son abitur, Hugo Hirsch commence à étudier la médecine à Breslau. il ne lui faut pas longtemps avant qu'il ne réalise que la profession médicale n'est pas pour lui. C'est la musique qui l'intéresse. Il décide de transformer son hobby en profession. Il entre au conservatoire de Stettin puis se rend à Berlin, où il poursuit ses études avec Johannes Doebber.
Hirsch se tourne rapidement vers la musique légère, très demandée dans l'Empire allemand de la deuxième et de la troisième décennies du XXe siècle. À l'âge de 28 ans, il se rend à Breslau et Düsseldorf où il monte sa première opérette. Pour le très populaire Otto Reutter, il écrit des chansons comme Geh’n Se bloß nicht nach Berlin et pour Trude Hesterberg Wat kiekste mir denn immer in die Bluse ?, Wer wird denn weinen, wenn man auseinander geht, wenn an der nächsten Ecke schon ein andrer steht ?, une chanson populaire qu'on entend encore parfois de nos jours à la radio.
En, 1923 Hugo Hirsch obtient un succès particulier. Son opérette Der Fürst von Pappenheim est créée au Shaftesbury Theatre de Londres sous le titre Toni et est à l'affiche pendant plus d'un an. Deux ans plus tard, il atteint l'apogée de sa carrière : en 1925, on joue simultanément ses opérettes dans quatre théâtres de Berlin. Les droits d'auteur lui permettent de vivre confortablement. Comme Rossini, il se consacre presque exclusivement à sa vie privée. 
Lorsqu'en 1933, l'arrivée des nazis au pouvoir en Allemagne contraint Hugo Hirsch à émigrer. Il se rend d'abord à Londres, puis en Belgique et enfin en France. Après la Seconde Guerre mondiale, il retourne en Allemagne. Il meurt le 16 août 1961 à Berlin et est enterré dans le cimetière de Dahlem.

## Œuvres principales
- Die Scheidungsreise, farce musicale en 3 actes, 1918, Berlin
- Die tolle Lola, opérette en 3 actes, 1919, Berlin
- Die erste Nacht, farce musicale en 3 actes,1922, Berlin
- Der Fürst von Pappenheim, opérette en 3 actes, 1923, Berlin
- Der blonde Traum, opérette en 3 actes, 1925, Berlin

## Source
- (de) Cet article est partiellement ou en totalité issu de l’article de Wikipédia en allemand intitulé « Hugo Hirsch » (voir la liste des auteurs).